# 산외면 (정읍시)
산외면(山外面)은 대한민국 전북특별자치도 정읍시의 면이다. 넓이는 62.72km2이고, 인구는 2023년 12월 기준으로 1,236명이다.
본래 태인군(泰仁郡) 산외일변면(山外一邊面)과 산외이변면(山外二邊面)구역인데, 1914년 행정구역 개편 때에 두면을 병합하여 산외면이라 하고 정읍군에 편입하였다. 면의 구역이 6개리로 편성 되었는데, 그 뒤 1973년 7월 1일 대통령령 제 6542호에 의하여, 산내면의 종성 목욕 두 개 리를 편입하여 8개리로 편성되어 지금에 이르고 있다.
산외면은 정읍시 동북방 25km지점에 위치한 완주군 구이면, 김제시 금산면과 경계하며 산간부지역으로 농토가 협소하여 전통적으로 평야부에 비해 수도작은 발달하지 못하였으나 지리적 여건을  충분히 활용하여 축산업 중심지로 발달되었으며, 2005년 몇몇 한우 사육 농가가 어려운 축산 현실을 타개하기 위해 중간 유통 과정 없이 소비자와 직거래를 하면서 산외한우마을이 조성되었고, 순수 국내산 한우만을 판매하는 것이 전국에 알려지면서 명소로 자리잡게 되었다.

## 연혁
- 삼국시대 태인군 산내 1,2변면
- 고려시대 태산군
- 조선시대 태인현
- 1914년 이후 정읍군 산외면
- 1995. 1. 1. 이후 정읍시 산외면

## 문화재 및 관광자원
- 정읍 김명관 고택 - 국가민속문화재 제 26호
- 조선시대 주거문화의 정수 중요민속자료 제 26호 '김동수 가옥'
- 김개남 장군 묘역
- 산외우리콩테마공원
- 산외한우마을 먹거리 타운

## 행정 구역
| 법정리명       | 마을유래 | 자연마을 | 비고 |
| -------------- | --- | --- | ---- |
| 화죽리(花竹里) | 본래 태인군 산외이변면(山外二邊面) 구역인데, 1914년 행정구역 개편 때에 상엄리(上庵里), 하염리(下庵里), 죽동(竹洞), 화정리(花亭里), 무릉리(武陵里), 산내리(山內里), 녹동(鹿洞), 당곡리(唐谷里), 진계리(眞溪里)일부를 병합하여 중심마을 화성 죽동을 약칭한 화죽리라 하고, 정읍군 산외면에 편입하였다.                                 | 1) 엄계(奄溪) 마을 2) 죽동(竹洞) 마을 3) 화정(花亭) 마을 4) 사가(四街) 마을 5) 당록(唐鹿) 마을                    |      |
| 상두리(象頭里) | 본래 태인군 산외일변면(山外一邊面)과 산외이변면(山外二邊面)구역인데, 1914년 행정구역 개편 때에 구장리(九將里), 만병리(萬兵里), 만헌리(萬軒里), 진계(眞溪里) 일부와 산외일변면(山外一邊面) 상두리(上頭里), 가야리(佳也里)를 병합하여 이 지역이 상두산 아래가 됨으로 그 이름을 따서 상두리라 하고 정읍군 산외면에 편입하였다.         | 1) 구장(九將) 마을 2) 만병(萬兵) 마을 3) 동진(東眞) 마을 4) 서진(西眞) 마을 5) 상두(象頭) 마을                    |      |
| 정량리(貞良里) | 본래 태인군 산외이변면(山外二邊面)구역인데, 1914년 행정구역 개편 때에 정야리(貞良里), 도화동(桃花洞), 내릉리(內菱里), 민하동(民賀洞), 능암리(菱岩里), 안계리(雁溪里)를 병합하여, 그 중심 마을 이름을 따라 청량리라 하고, 정읍군 산외면에 편입 하였다.                                                                               | 1) 원정(元貞) 마을 2) 상용(上龍) 마을 3) 도원(桃源) 마을 4) 능암(菱岩) 마을 5) 민하(民賀) 마을 6) 안계(雁溪) 마을 |      |
| 평사리(平沙里) | 본래 태인군 산외일면(山外一面) 구역인데, 1914년 행정구역 개편 때에 사평리(沙平里), 하성리(下城里), 신천리(新川里), 평동(平洞), 용두리(龍頭里) 각일부와 산외이변면 운전리(雲田里), 노은리(老隱里), 척곡리(尺谷里)를 병합하여, 중심 마을 평동과 사평을 약칠한 평사리라 하고, 정읍군 산외면에 편입하였다.                              | 1) 노은(老隱) 마을 2) 운전(雲田) 마을 3) 평사(平沙) 마을 4) 신촌(新村) 마을                                       |      |
| 동곡리(東谷里) | 본래 태인군 산외일변면(山外一邊面) 구역인데, 1914년 행정구역 개편 때에 상지리(上知里), 하지리(下知里), 동곡리(東谷里), 용두리(龍頭里), 평동(평동) 등 각 일부를 병합하여, 그 중심 마을 이름을 따라 동곡리라 하고, 정읍군 산외면에 편입하였다.                                                                                        | 1) 용두(龍頭) 마을 2) 동곡(東谷) 마을 3) 지금(知琴) 마을                                                          |      |
| 오공리(五公理) | 본래 태인군 산외일변면(山外一邊面) 구역인데, 1914년 행정구역 개편 때에 주곡리(注谷理), 야정리(野丁里)를 병합하여 오공리하 하고 정읍군 산외면에 편입하였다. | 1) 야정(野亭) 마을 2) 공동(公洞) 마을 3) 신배(新培) 마을 4) 상정(雙亭) 마을 : 쌍정 5) 이치(狸峙) 마을             |      |
| 목욕리(沐浴里) | 본래 태인군 산내일변면(山內一邊面) 구역인데, 1914년 행정구역 개편 때에 내목리(內木里), 외목리(外沐里), 양하리(良賀里), 마시동(馬嘶洞), 상두리(上斗里) 일부를 병합하여, 이 지역의 중심 마을 냉외목리의 이름을 따라 목욕리라 하고, 정읍군 산내면에 편입하였다가, 1973년 7월 1일 대통령령 제 6542호에 의하여 이웃 산외면에 편입하였다. | 1) 내목(內沐) 마을 2) 외욕(外浴) 마을 : 외목                                                                      |      |
| 종산리(宗山里) | 본래 태인군 산내일변면(山內一邊面) 구역인데, 1914년 행정구역 개편 때에, 여우리(如牛里), 하쌍리(下雙里), 원전리(元田里)와 임실군 하운면(下雲面) 여우치(如牛峙) 일부를 병합하여 종산리라 하고, 정읍군 산내면에 편입했다. 그 뒤 1973년 7월 1일 대통령령 제 6542호에 의하여, 이웃 산외면에 편입되어 지금에 이르고 있다.                 | 1) 종산 1리(宗山 1里) 마을 2) 종산 2리(宗山 2里) 마을 3) 여우치(如牛峙) 마을                                      |      |